# Квінотавр
Квінота́вр (лат. Quinotaurus) — міфічна морська істота, згадана у хроніці Historia Francorum Фредегара, що була написана у VII столітті. Являє собою істоту, що зовні нагадує Мінотавра, проте ноги замінює риб'ячий хвіст.

Там сказано: 
«Стверджують, що, коли Хлодіон влітку залишився на березі моря, в південь його дружиною, що відправилась на море купатись, оволодів звір, зовні схожий на квінотавра».

## Етимологія
Назва перекладається з латинської як «бик із п'ятьма рогами», що трактується як поєднання символів морського бога Нептуна з його тризубцем і пари рогів Мінотавра.
Не відомо, чи легенда поєднала обидва елементи сама по собі, чи це злиття належить християнському автору.